# Маррамбіджі
Маррамбі́джі — річка в Австралії є однією з основних річок штату Новий Південний Уельс. У перекладі з мови місцевих аборигенів назва річки означає велика вода. Ця річка була відкрита у 1821 році. Вона бере свій початок в Австралійських Альпах біля пагорбу Пепперкорн-Гілл. Загальна довжина річки 1 400 км, і впадає вона в Муррей.
| Австралія | Це незавершена стаття з географії Австралії. Ви можете допомогти проєкту, виправивши або дописавши її. |